# 元四家

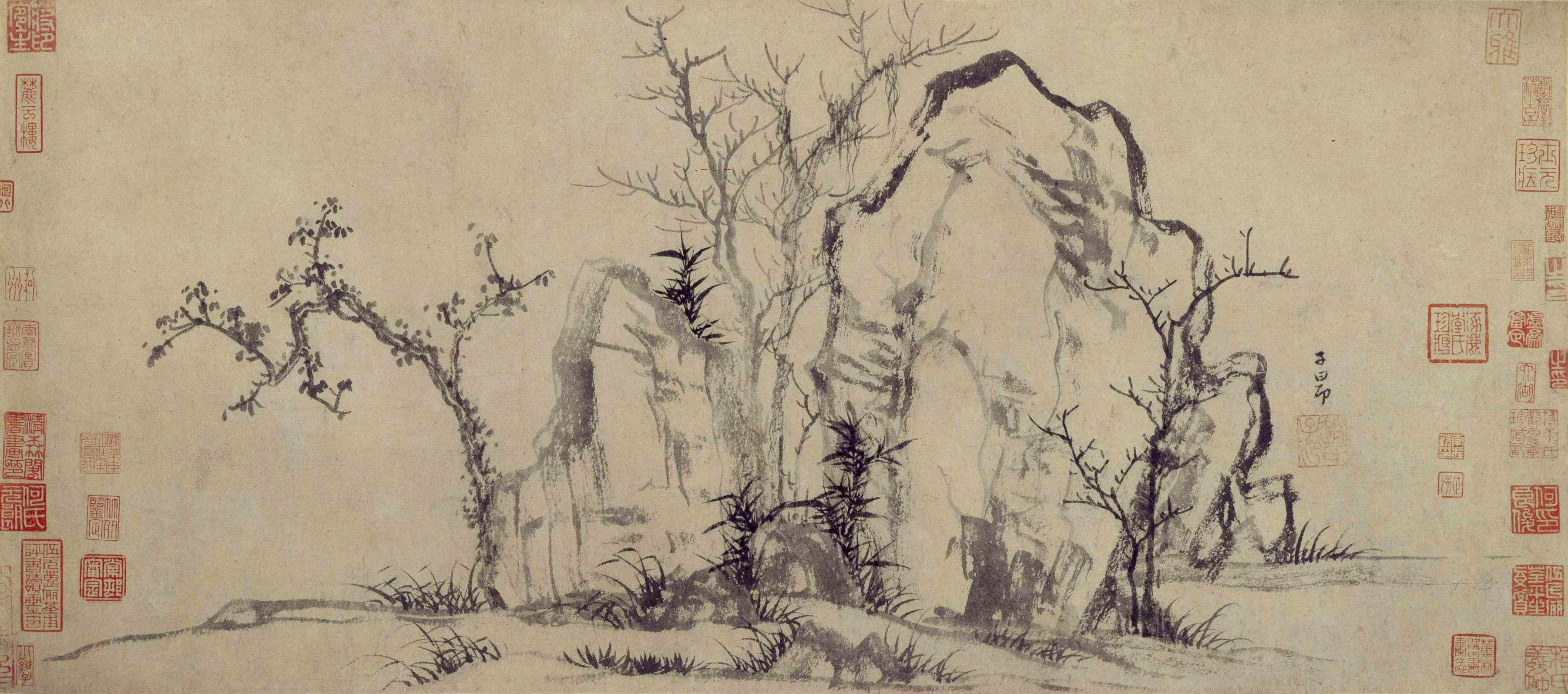
趙孟頫《秀石疏林图》

元四家，或元四大家，是指元代山水畫的四個代表畫家。有兩個說法，明代中叶被认为是：趙孟頫、吳鎮、黃公望、王蒙四人；明末董其昌等文人则认为，赵孟頫应有更高的地位，遂替换上了倪瓒，形成了黃公望、王蒙、倪瓚、吳鎮四人的另一种说法。他們都是以擅畫山水畫而聞名，是明清以来山水画家心中的旗帜型人物，對中國山水畫發展有重要影響。

## 相關連結
- 趙孟頫
- 吳鎮
- 黃公望
- 王蒙 (畫家)